# Cerastium deschatresii
Cerastium deschatresii là loài thực vật có hoa thuộc họ Cẩm chướng. Loài này được Greuter, N.Böhling & Ralf Jahn mô tả khoa học đầu tiên năm 2002.